# Chabestan
Chabestan är en kommun i departementet Hautes-Alpes i regionen Provence-Alpes-Côte d'Azur i sydöstra Frankrike. Kommunen ligger  i kantonen Veynes som ligger i arrondissementet Gap. År 2022 hade Chabestan 171 invånare.

## Befolkningsutveckling
Antalet invånare i kommunen Chabestan
Referens:INSEE